# 塞缪尔·里尔登
塞缪尔·里尔登（英語：Samuel Reardon，2003年10月30日—），英国男子田径运动员，2021年欧洲U20田径锦标赛男子4×400米接力金牌得主、2024年夏季奥林匹克运动会混合4×400米接力铜牌得主。